# Asciodes
Asciodes là một chi bướm đêm thuộc họ Crambidae.:374:217

## Các loài
- Asciodes denticulinea (Schaus, 1940)
- Asciodes gordialis Guenée, 1854
- Asciodes quietalis (Walker, 1859)
- Asciodes scopulalis Guenée, 1854
- Asciodes titubalis Möschler, 1890